# Notocrypta
Notocrypta är ett släkte av fjärilar. Notocrypta ingår i familjen tjockhuvuden.

## Bildgalleri

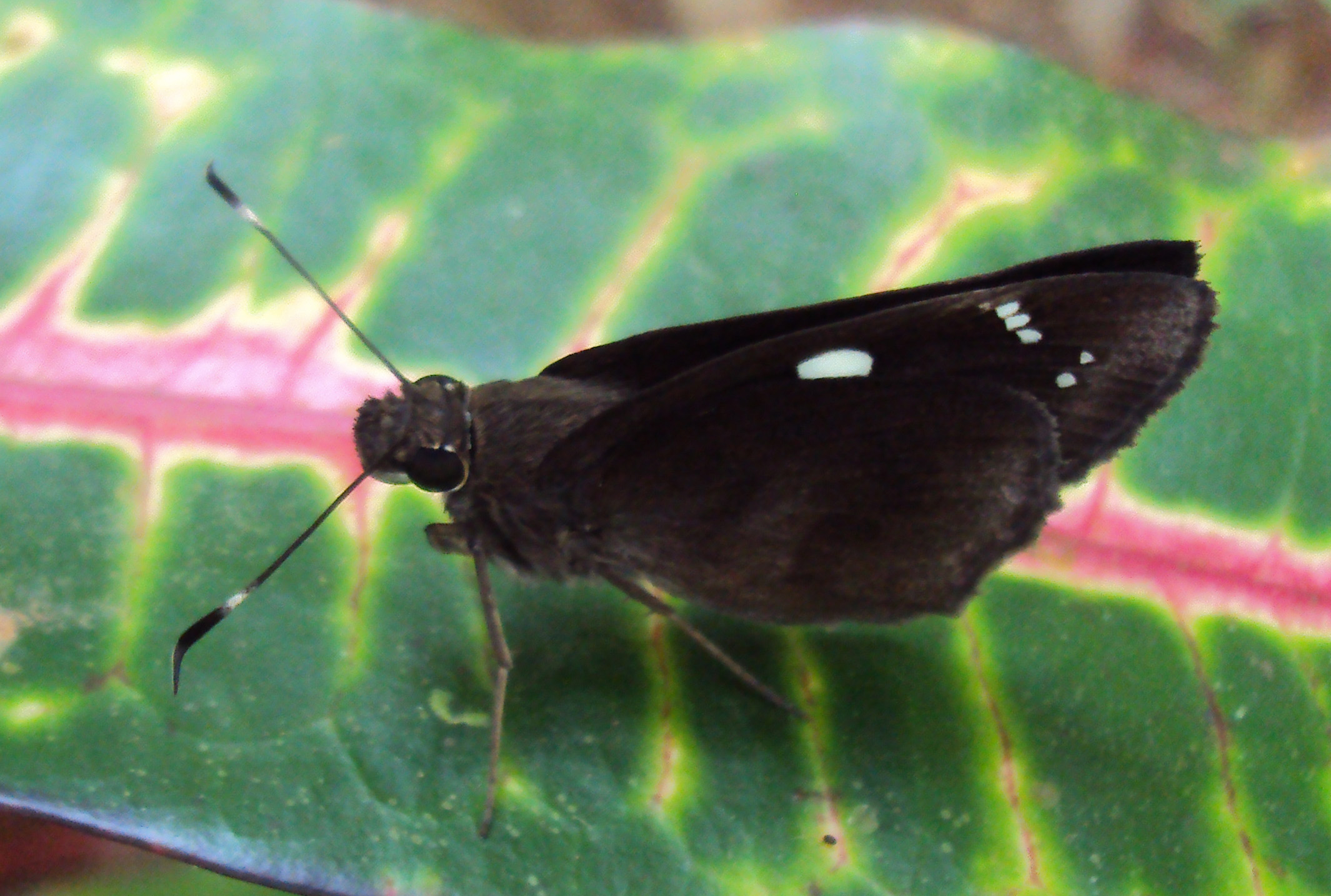
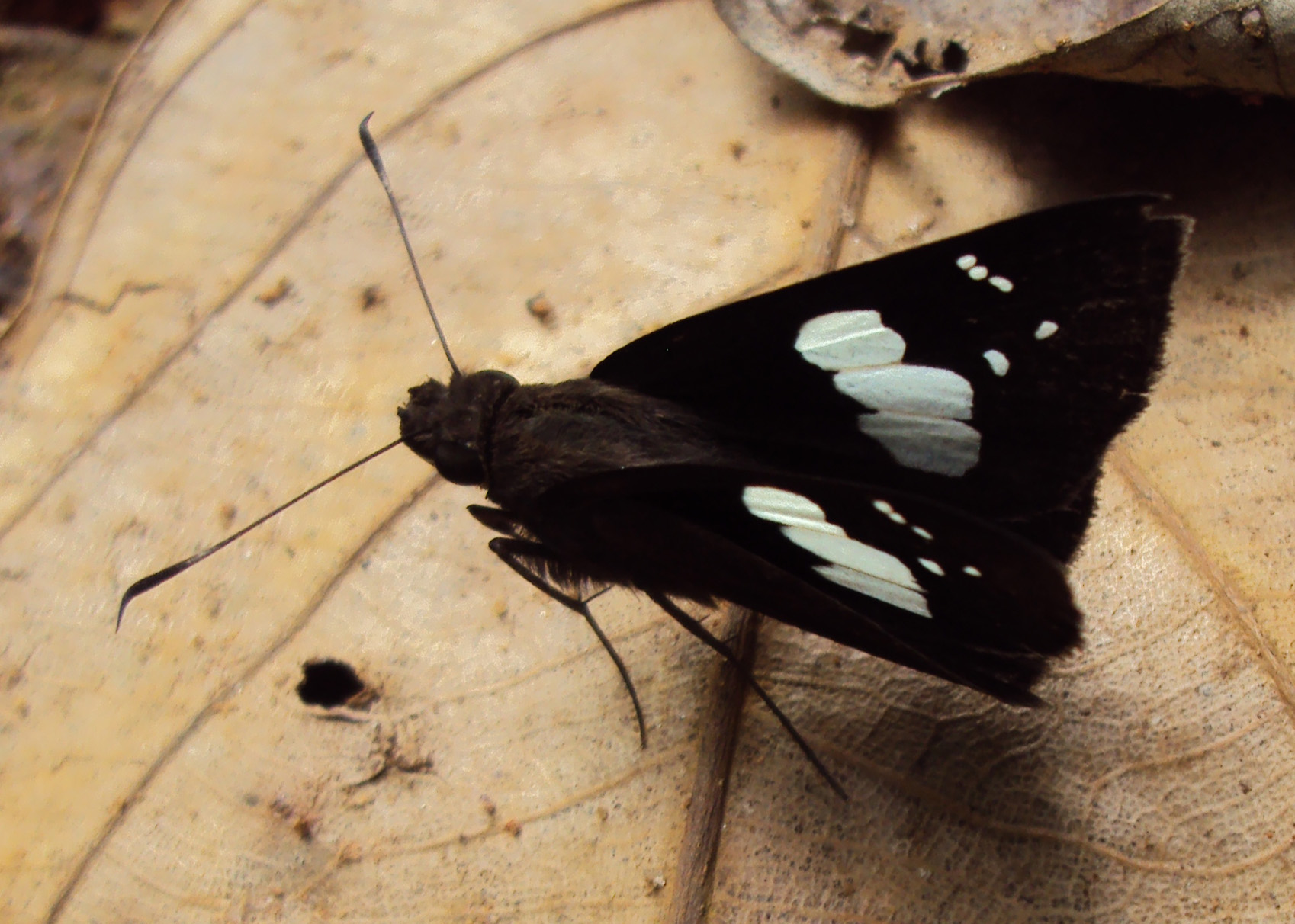
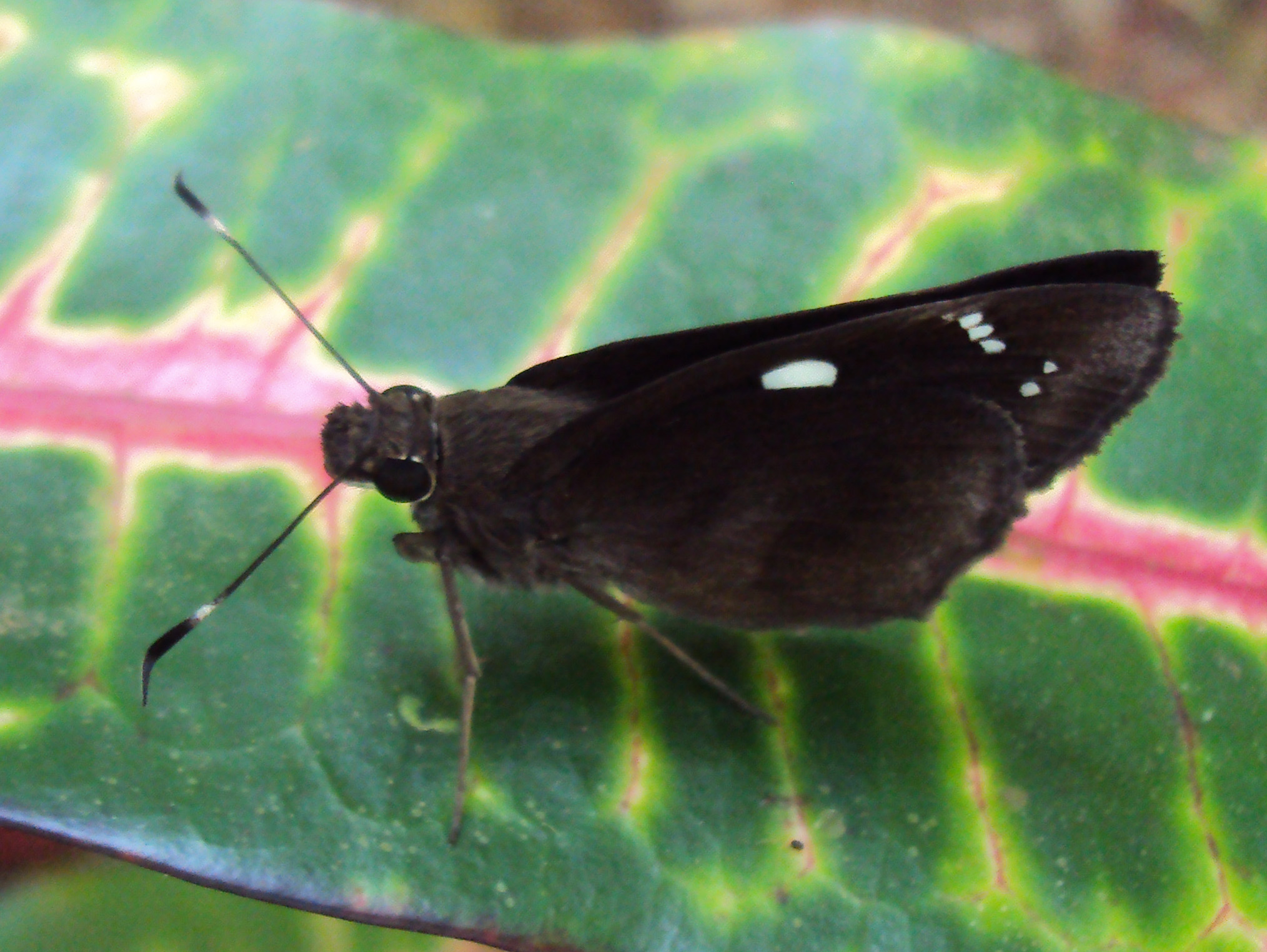
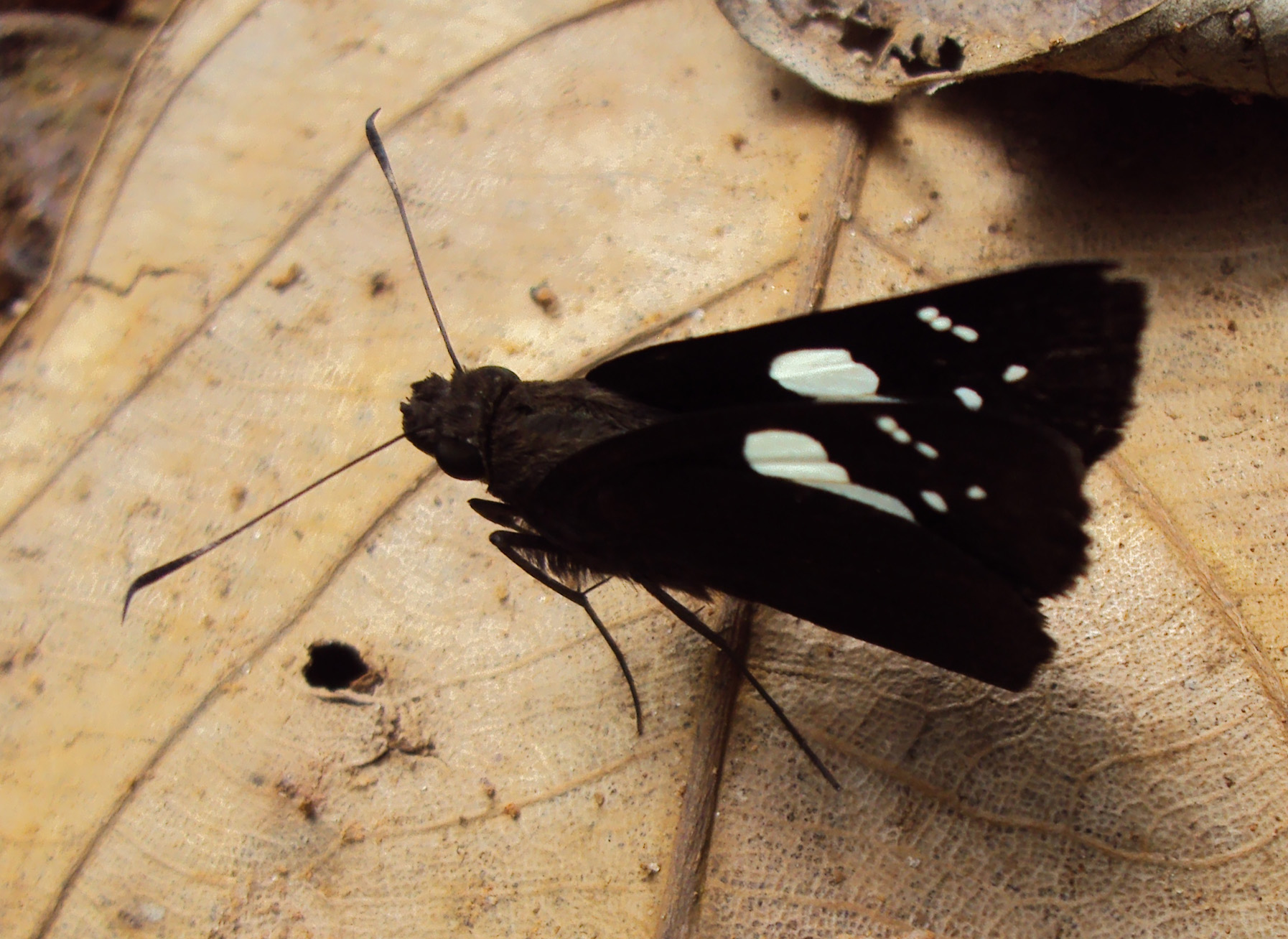
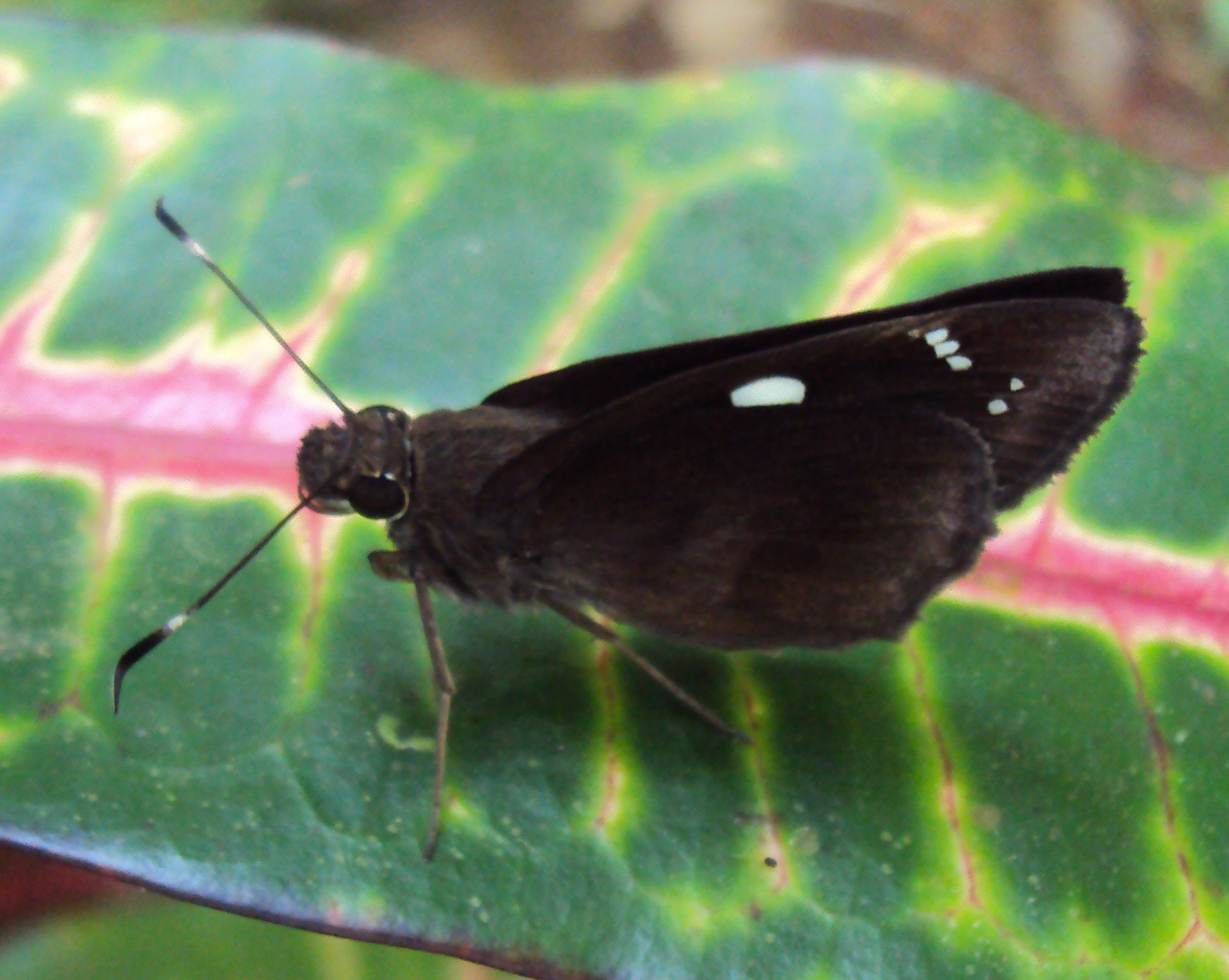
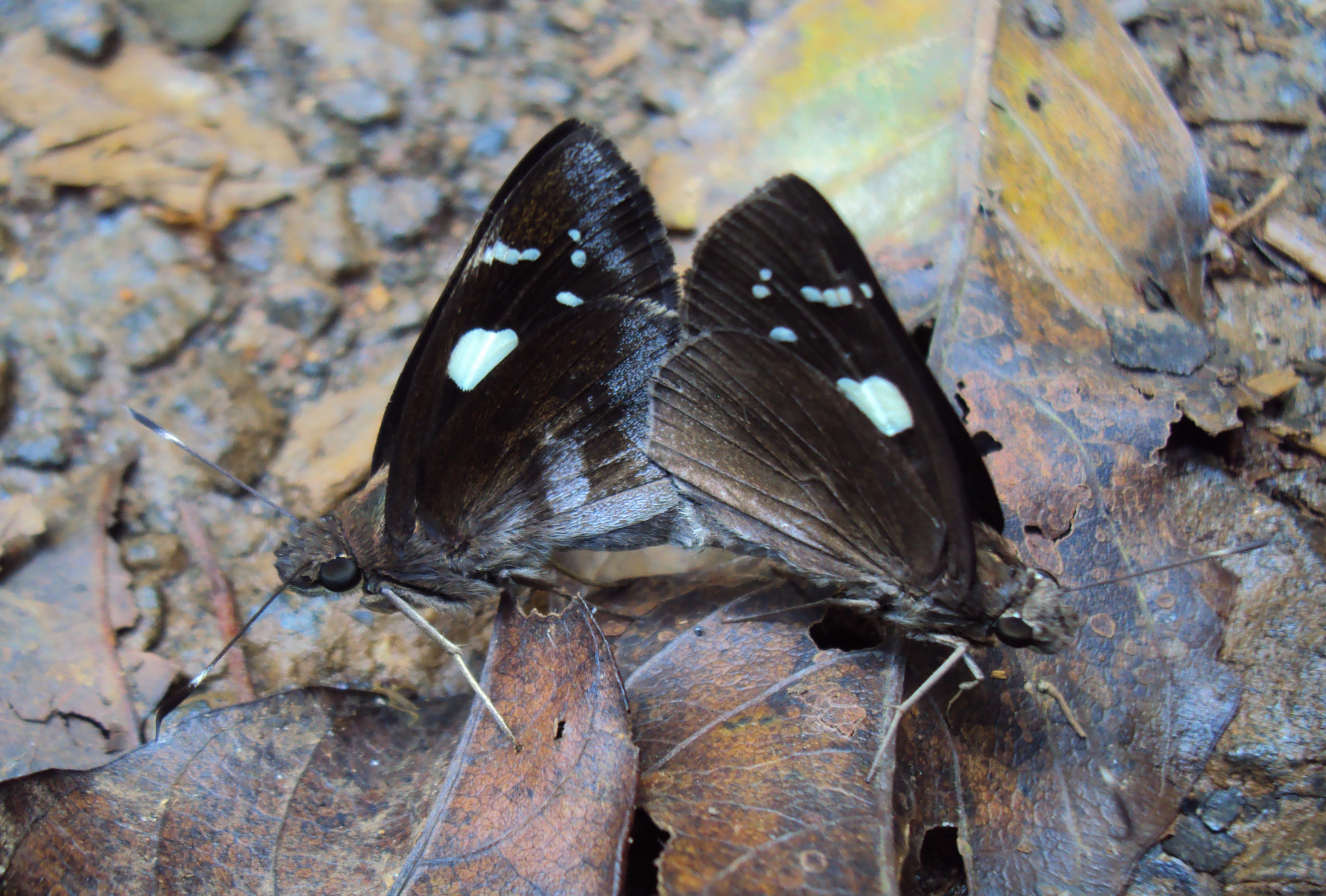

## Dottertaxa tillNotocrypta, i alfabetisk ordning[1]
- Notocrypta affinis
- Notocrypta alinkara
- Notocrypta aluensis
- Notocrypta alysia
- Notocrypta alysos
- Notocrypta angiana
- Notocrypta arisana
- Notocrypta asanga
- Notocrypta asawa
- Notocrypta avattana
- Notocrypta caerulea
- Notocrypta celebensis
- Notocrypta chimaera
- Notocrypta chunda
- Notocrypta clavata
- Notocrypta corinda
- Notocrypta curvifascia
- Notocrypta devadatta
- Notocrypta dharana
- Notocrypta feisthamelii
- Notocrypta fergussonia
- Notocrypta flavipes
- Notocrypta fraga
- Notocrypta howarthi
- Notocrypta infrapicta
- Notocrypta insulata
- Notocrypta klossii
- Notocrypta leucogaster
- Notocrypta leucographa
- Notocrypta mahima
- Notocrypta mangala
- Notocrypta mangla
- Notocrypta maria
- Notocrypta niasana
- Notocrypta nitron
- Notocrypta padhana
- Notocrypta paralysos
- Notocrypta partita
- Notocrypta pria
- Notocrypta proserpina
- Notocrypta quadrata
- Notocrypta rectifasciata
- Notocrypta renardi
- Notocrypta restricta
- Notocrypta ribbei
- Notocrypta roona
- Notocrypta rothschildi
- Notocrypta samana
- Notocrypta samyutta
- Notocrypta satra
- Notocrypta sidha
- Notocrypta sukavata
- Notocrypta teuta
- Notocrypta theba
- Notocrypta trobrianda
- Notocrypta unipuncta
- Notocrypta waigensis
- Notocrypta wanga
- Notocrypta varians
- Notocrypta wokana
- Notocrypta volux
- Notocrypta xantha
- Notocrypta yaya